# Kunigunde Hergotin
Kunigunde Hergotin, Kunigunde Hergot, Künegünd Hergotin oder Kunigunde Wachter (geboren vor 1520; gestorben 7. Februar 1547 in Nürnberg) war eine deutsche Buchdruckerin in Nürnberg.

## Leben
Der erste Mann von Kunigunde Hergotin, Hans Hergot, hatte von 1524 bis 1527 in Nürnberg eine Buchdruckerei. Während seiner Abwesenheiten, u. a. wegen seiner Tätigkeit als ambulanter Buchhändler (Buchführer) oder während des Besuchs der Leipziger Messe, vertrat sie ihn in der Druckwerkstatt. Nach seiner Hinrichtung wegen der Verbreitung der aufrührerischen Schrift Von der neuen Wandlung eines christlichen Lebens am 20. Mai 1527 in Leipzig setzte sie das Geschäft bis 1538 unter ihrem Namen fort. Bereits am 15. Dezember 1527 heiratete sie den wohl aus Bamberg stammenden Drucker Georg Wachter. Im „Verzeichnis der im deutschen Sprachbereich erschienenen Drucke des 16. Jahrhunderts“, VD 16 sind von beiden Drucke aus den Jahren bis 1547 nachgewiesen.
Im männlich dominierten Druckgewerbe behauptete sich Kunigunde Hergotin mit einem populären Verlagsprogramm als erfolgreiche Geschäftsfrau. Über die Reichsstadt Nürnberg hinaus erwarb sie sich als eine der ersten Buchdruckerinnen einen großen Namen.

## Druckschaffen
Kunigunde Hergotin druckte ab 1527 mit den Drucktypen aus der Werkstatt Hans Hergots unter dem Namen ihres ersten Mannes weiter. Dabei knüpfte sie an das reformatorische Profil ihres ersten Mannes an. Unter dem Namen Hergotin erschienen rund 20 Luther-Drucke, eine Ausgabe des Alten und Neuen Testaments sowie zahlreiche Lieddrucke. Parallel signierte sie ihre überwiegend deutschsprachigen Drucke aber auch mit dem Namen ihres zweiten Mannes und veröffentlichte als „Wachterin“ ebenfalls Drucke geringeren Umfangs. Ihr zweiter Mann druckte parallel unter seinem Namen. Diese Praxis, die Drucke einer Offizin nicht unter einem Namen zu veröffentlichen, war unüblich.
Schwerpunkt des Druckschaffens der Hergotin / Wachterin waren Flugschriften und Lieddrucke. Von den nachgewiesenen Liedflugschriften sind zahlreiche als Digitalisate im VD 16 verfügbar. Als Musikdruckerin leistete sie einen wichtigen Beitrag zur Verbreitung des reformatorischen Kirchenlieds und des Volklieds. Insgesamt waren Stand 2019 444 Drucke aus der Offizin Hergot/Wachter von 1527 bis zu Kunigundes Tod 1547 in der VD 16-Datenbank nachgewiesen.